# Movimento Popular de Barbuda
O Movimento Popular de Barbuda (em inglês:  Barbuda People's Movement (sigla: BPM)) é um partido político de Antígua e Barbuda, aliado do Partido Progressista Unido.